# Cantone di Saint-Martin-Vésubie
Il Cantone di Saint-Martin-Vésubie era una divisione amministrativa dell'arrondissement di Nizza.
A seguito della riforma approvata con decreto del 24 febbraio 2014, che ha avuto attuazione dopo le elezioni dipartimentali del 2015, è stato soppresso.

## Composizione
Comprendeva 2 comuni:
- Saint-Martin-Vésubie
- Venanson